# Taça da Liga (femminile)
La Taça da Liga Feminina (in italiano: "Coppa della Lega femminile"), citata anche come Taça da Liga Feminina Placard per motivi di sponsorizzazione, è una competizione calcistica portoghese riservata a squadre di club femminile, analoga alla Taça da Liga, organizzata con cadenza annuale dalla Federcalcio portoghese (FPF).
Istituito nel maggio 2019, il trofeo ha avuto inizio con l'edizione 2019-2020

## Formula
Il torneo prevede la disputa di tre turni a eliminazione diretta, con otto squadre che si affrontano in una doppia sfida di andata e ritorno, e della finale, in gara unica. Nella prima fase le quattro squadre vincitrici degli scontri diretti passano al turno successivo, i quarti di finale, dove incontrano altre quattro squadre, analogamente le vincitrici si sfidano in un doppio confronto in semifinale dalle quali si determinano le due che hanno accesso alla finale.

## Albo d'oro
| Edizione  | Vincitore | Risultato     | Finalista        | Sede                                             |
| --------- | --------- | ------------- | ---------------- | ------------------------------------------------ |
| 2019-2020 | Benfica   | 3-0           | Braga            | Aveiro, Stadio comunale di Aveiro                |
| 2020-2021 | Benfica   | 2-1           | Sporting Lisbona | Leiria, Stadio Dr. Magalhães Pessoa              |
| 2021-2022 | Braga     | 0-0 (3-2 dtr) | Benfica          | Santa Maria da Feira, Stadio Marcolino de Castro |
| 2022-2023 | Benfica   | 3-1           | Braga            | Aveiro, Stadio comunale di Aveiro                |
| 2023-2024 | Benfica   | 1-0           | Sporting Lisbona | Lisbona, Stadio do Restelo                       |
| 2024-2025 | Benfica   | 2-1           | Sporting Lisbona | Leiria, Stadio Dr. Magalhães Pessoa              |

## Vittorie per club
| Squadra | Vittorie | Anni vittorie                                         |
| ------- | -------- | ----------------------------------------------------- |
| Benfica | 5        | 2019-2020, 2020-2021, 2022-2023, 2023-2024, 2024-2025 |
| Braga   | 1        | 2021-2022                                             |